# Birutė Šakickienė
Birutė Šakickienė (ur. 26 listopada 1968 w Jeziorosach) – litewska wioślarka. Brązowa medalistka olimpijska z Sydney.
Zawody w 2000 były jej drugimi igrzyskami olimpijskimi, w 1996 startowała w jedynce i zajęła czternaste miejsce. W Sydney brązowy medal zdobyła w dwójce podwójnej. Partnerowała jej Kristina Poplavskaja. Brała udział w kilku edycjach mistrzostwach świata, w różnych konkurencjach.